# Paolo Moreno
Pour les articles homonymes, voir Moreno.
Paolo Moreno (né à Udine le 30 octobre 1934 et mort à Rome le 5 mars 2021) est un archéologue et historien de l'art italien.

## Biographie
Paolo Moreno est né à Udine en 1934. Il est diplômé de l' Université de Bari. Il poursuit ses études à Athènes à l'École italienne d'archéologie (1961) et à l'École nationale d'archéologie de Rome (1964). Au cours des années de sa carrière universitaire, il était, entre autres, directeur de l'Institut d'archéologie de l'Université de Bari et maître de conférences en histoire de l'art ancien à l' Université de Rome III. Coéditeur de l' Enciclopedia dell'arte antica classica e orientale (Istituto dell'Enciclopedia Italiana), Paolo Moreno est l'auteur de plusieurs centaines d'études sur l'art ancien.
Paolo Moreno est mort à Rome le 5 mars 2021 à l'âge de 86 ans.

## Publications
- La bellezza classica, Guida al piacere dell'antico, éditeur Umberto Allemandi & C. 2008,
- Alessandro Magno, Istituto Poligrafico e Zecca dello Stato, 2004,
- I marmi antichi della Galleria Borghese, La collezione archeologica di Camillo e Francesco Borghese (avec Antonietta Viacava, De Luca), Editori d'Arte, 2003,
- Il genio differente, Alla scoperta della maniera antica, Electa, 2002,
- Apelle. La battaglia di Alessandro, Skira, 2000,
- Lisippo. L'arte e la fortuna, Fabbri Editori, 1995,
- Pittura greca, Da Polignoto ad Apelle, Mondadori, 1987,
- Vita e arte di Lisippo, Il Saggiatore, 1987.
- I Bronzi di Riace. Il Maestro di Olimpia e i Sette a Tebe, Gallimard, 1998 ; Electa, 2002[1].